# Castello di Montechino
Das Castello di Montechino ist eine mittelalterliche Burg in Montechino, einem Ortsteil der Gemeinde Gropparello in der italienischen Emilia-Romagna. Sie liegt im Val Riglio an den Hängen des Monte Occhino und am Ufer des Riglio-Baches.

## Geschichte
Die Burg entstand vermutlich im 12. Jahrhundert als Vorposten im Tal des Riglio-Baches, an dessen Ufern entlang ein Zweig der Via Francigena verlief.
1441 erhielten Bertolino und Cabrino Nicelli die Investitur in die Grafschaft von Montechino vom Herzog von Mailand, Filippo Maria Visconti.
Ursprünglich befand sich die Burg im Eigentum der Familie Confalonieri und wurde 1492 zusammen mit verschiedenen anderen Gebieten der Familie an Bartolino Nichelli abgegeben, der später unter Ausnutzung des Interesses von Orlando Lampugnani die Investitur in die Gebiete Montechino und Rossoreggio, sowie den Grafentitel, erhielt. Im Juli 1626 erhielt Giovanni Nicelli die Bestätigung der Feudalrechte über den Ort von Margherita Aldobrandini, die Vormund ihres Sohnes, des Herzogs von Parma und Piacenza, Odoardo I. Farnese, war.
Später fiel die Burg an den Zweig von Viustino der Familie Nicelli, deren letzter Nachkomme, der Graf Alessandro Nicelli, 1816 verstarb und als Alleinerben seine Schwester Antonia benannte, die mit dem Adligen Pietro de Cesaris, der aus Cremona stammte, verheiratet war. Von ihm fiel die Burg an seine Nichte Amalia. Am 20. Juli 1842 wurde die Burg für eine Summe von 40.000 Lire an Giacomo Riva verkauft. Riva verkaufte sie später an die Grafen Marazzani.
1944, im Zweiten Weltkrieg, war die Burg, nachdem sie von den Partisanen erobert worden war, Sitz des Regiments „Ursus“, Teil der Partisanentruppen im Val d’Arda.
1955 wurde das Gebäude zum Verkauf angeboten, nachdem es interne Streitigkeiten in der Familie Marazzani über das Erbe des Grafen Filippo gegeben hatte. Die Burg gelangte so an den Erzpriester von San Polo, Monsignore Stefano Fumagalli, der sie 1957 seinerseits an das Schwesternordinariat abgab, weil sie als Rückzugsort für kranke Klosterschwestern genutzt werden sollte.
Später kaufte ein Privatmann das Gebäude, der eine Reihe von Restaurierungsarbeiten durchführen ließ, wobei aber die ursprüngliche Struktur der Burg erhalten blieb.

## Beschreibung

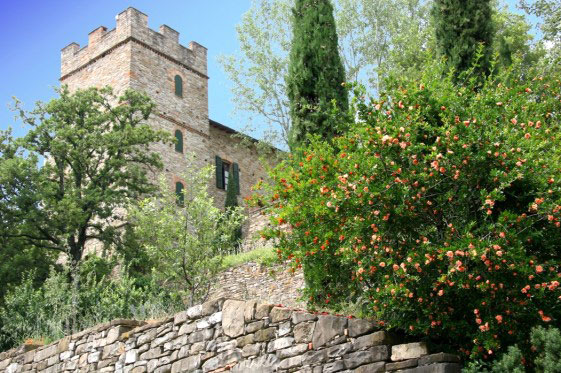
Der große Turm

Die Burg besteht aus Bruchstein und befindet sich in gutem Erhaltungszustand. Sie hat zwei Stockwerke mit rechteckigem Grundriss und Ecktürmen mit quadratischem Grundriss, von denen einer mit guelfischen Zinnen versehen ist. An der Fassade des Gebäudes kann man die originalen Schlitze der Zugbrücke sehen. Die Burg ist von einem Park, einer bewaldeten Zone und Pflanzungen mit einer Ausdehnung von 27 Hektar umgeben.